# Christopher Wheeldon
Christopher Wheeldon, né le 22 mars 1973 à Yeovil dans le Somerset en Angleterre, est un danseur et chorégraphe de danse contemporaine.

## Biographie
Christopher Wheeldon commence la danse à l'âge de 8 ans et intègre à 11 ans la Royal Ballet School où il fait toute sa formation de danseur avant d'intégrer en 1991 le Royal Ballet de Londres. En 1993, il entre au New York City Ballet dont il devient danseur étoile en 1998. À partir de 1997, il écrit ses premières chorégraphies pour cette institution et arrête sa carrière de danseur en 2000 pour se consacrer à l'écriture chorégraphique dont le travail utilise souvent la musique contemporaine du XXe siècle et en particulier la musique minimaliste des compositeurs Arvo Pärt, Philip Glass, Steve Reich ou Michael Nyman. En 2001, il devient un des chorégraphes résidents du New York City Ballet. Il crée également des pièces pour le San Francisco Ballet ainsi que le Ballet du Bolchoï et le Royal Ballet.
En 2006, il fonde sa propre compagnie, la Morphoses/The Wheeldon Company, qui possède deux lieux de création de part et d'autre de l'Atlantique au New York City Center et Sadler's Wells Theatre de Londres. En 2008, il cesse sa résidence au NYC Ballet. En 2014, il met en scène Un Américain à Paris en création mondiale au Théâtre du Châtelet, d'après le film de Vincente Minnelli. La production est montée l'année suivante au Palace Theatre sur Broadway et Wheeldon remporte le Tony Award de la meilleure chorégraphie. En 2022, il remporte de nouveau le même prix pour la chorégraphie de MJ the Musical, comédie musicale sur la vie et la musique de Michael Jackson dont la première a lieu le 6 décembre 2021 au Neil Simon Theatre.

## Principales chorégraphies
- 2000 : There Where She Loved
- 2000 : Mercurial Manoeuvres Pas de Deux
- 2001 : Polyphonia
- 2002 : Tryst Pas de Deux
- 2003 : Liturgy
- 2003 : Mesmerics
- 2004 : Swan Lake (le Lac des cygnes)
- 2005 : After the Rain
- 2006 : Dance of the Hours
- 2006 : Danse à grande vitesse
- 2007 : Misericordes (Ballet du Bolchoï), Fools' Paradise
- 2008 : Six Fold Illuminate
- 2008 : Commedia
- 2009 : Tears of St. Lawrence
- 2010 : Ghosts
- 2011 : Les Aventures d'Alice au pays des merveilles (Alice adventures in Wonderland), pour le Royal Ballet
- 2012 : Cendrillon (Cinderella), pour le National Dutch Theater
- 2013 : Le Conte d'hiver (The Winter's Tale), pour le Royal Ballet
- 2014 : An American in Paris
- 2016 : The Nutcracker[1]
- 2021 : MJ the Musical
- 2022 : Like Water for Chocolate (Chocolat amer), pour le Royal Ballet

## Prix et distinctions
- 1991 : Prix de Lausanne de danse
- American Choreography Award
- Laurence Olivier Award
- 2015 : Tony Award de la meilleure chorégraphie pour An American in Paris
- 2022 : Tony Award de la meilleure chorégraphie pour MJ the Musical